# Miami Air International
Miami Air International è stata una compagnia aerea charter con sede nella Contea di Miami-Dade, Florida, Stati Uniti. Operava voli charter passeggeri per diversi clienti, tra cui operatori di crociera, squadre sportive professionistiche e l'esercito degli Stati Uniti. Tra i clienti di Miami Air vi erano gruppi di incentivazione, squadre sportive, aziende della Fortune 500, grandi compagnie di crociera, personaggi dello spettacolo, candidati politici e il governo degli Stati Uniti. Nell'ambito del programma Civil Reserve Air Fleet (CRAF), Miami Air era stata ingaggiata dal Comando di Mobilità Aerea dell'Aeronautica Militare degli Stati Uniti (USAF AMC) per il trasporto di truppe e merci.

## Storia
La compagnia aerea è stata fondata nell'agosto 1990 e ha iniziato a operare nell'ottobre 1991 utilizzando dei Boeing 727-200 presi in leasing dalla Xerox Credit Corporation.
George Lyall, che aveva avuto una lunga carriera alla Eastern Air Lines e alla Pan American World Airways, era il Presidente del consiglio di amministrazione e Ross Fischer, che aveva diretto le operazioni di sistema alla People Express e alla Eastern, era il presidente aziendale. Questi dirigenti erano gli azionisti principali e i fondatori, che comprendevano anche diversi ex dipendenti della Eastern, un ex partner di "Big 8" con una vasta esperienza di revisione contabile nel settore, un avvocato di Miami in ascesa e diversi ex dipendenti di People Express. Nel 2000, la società era cresciuta fino ad avere 8 Boeing 727 di proprietà e un fatturato superiore a 100 milioni di dollari.
Nello stesso anno, un consorzio guidato da Eagle Global Logistics ha acquistato una quota di maggioranza della società, principalmente dagli azionisti in pensione, e ha iniziato a convertire i Boeing 727 della compagnia in aerei cargo per gestire il suo hub cargo di Austin, in Texas, con il nome di Quest International. Contemporaneamente sono stati noleggiati nuovi Boeing 737-800 per fornire i servizi passeggeri precedentemente operati dai Boeing 727. Nel 2001, gli eventi dell'11 settembre e l'assegnazione del contratto postale a FedEx Express hanno fatto crollare i tassi di locazione e il valore dei Boeing 727 e all'inizio del 2002 EGL ha smesso di utilizzare gli aerei cargo di Quest, che sono stati venduti.
Nel frattempo, in gran parte grazie all'enorme balzo del settore militare, l'attività passeggeri di Miami Air prosperò e la compagnia crebbe fino a 8 Boeing 737-800 e 2 Boeing 727 per trasporto di passeggeri nel 2005. A quel punto, uno degli azionisti esistenti (TSI Holding Company) ha espresso il desiderio di acquistare l'intera società e ha rilevato l'altro consorzio EGL e gli altri azionisti originali.
Per qualche tempo, Miami Air International con i suoi Boeing 737-800 è rimasto un operatore di voli ad hoc con un'ampia base di clienti. I principali clienti erano militari, squadre sportive, compagnie di crociera, tour operator e gruppi di incentivazione. I Miami Dolphins e i Pittsburgh Steelers si sono assicurati servizi charter per la stagione 2017.
Miami Air International era interamente di proprietà di TSI Holdings e contava 405 dipendenti (a marzo 2007). Il codice IATA della compagnia aerea è stato cambiato da GL a LL a causa dell'utilizzo dello stesso codice da parte di Air Greenland, che era stata la prima a utilizzarlo.
Il 24 marzo 2020, Miami Air International ha presentato istanza di protezione dal Chapter 11 e ha cessato le operazioni l'8 maggio 2020. Tutti gli aeromobili noleggiati da TUI fly Belgium sono stati restituiti a Bruxelles.
Tomas Romero, proprietario di World Atlantic Airlines, ha acquistato Miami Air International, compresi tutti i certificati e i marchi, alla fine di maggio per 3,3 milioni di dollari, durante un'asta fallimentare.
La "nuova" Miami Air opererà con lo stesso tipo di aeromobili e impiegherà lo stesso personale chiave della compagnia fallita, oltre ad alcuni nuovi dipendenti esperti.

## Flotta
Al momento della sua chiusura, Miami Air International stava operando con sei Boeing 737-800.
Nel corso della sua storia ha operato anche con:
- Boeing 727-200
- Boeing 737-400
- Boeing 767-200
- McDonnell Douglas MD-87

## Incidenti
- 3 maggio 2019: il volo Miami Air 293, un volo charter proveniente dalla base navale di Guantanamo, a Cuba, è finito nel fiume St. Johns con 143 persone a bordo dopo essere atterrato alla Naval Air Station Jacksonville di Jacksonville, in Florida, nel mezzo di una tempesta. Tutti i passeggeri sono sopravvissuti e sono stati registrati 21 feriti.[9]